# Hystrix parvae
Hystrix parvae — вимерлий вид їжатців (Hystrix). H. parvae — це Hystrix середнього розміру з помірно брахіодонтними зубами. Щічні зубці H. parvae менші, ніж у H. primigenia. Вони, в середньому, менші та нижчі за зуби пліо-плейстоценового H. refossa та сучасного H. cristata, але більші, ніж у видів підроду Acanthion. Типове місце розташування: Печера Естерхазі (Бараехаза) біля Чалчвара, графство Феєр, Угорщина. Стратиграфічний діапазон: пізній валлезій — ранній туроль. Разом з синонімізованим Hystrix suevica географічне поширення H. parvae розширюється на Австрію, Німеччину й Іспанію.
Вид Hystrix suevica синонімізовано з Hystrix parvae. Скам'янілості Hystrix suevica знайдено в добре датованому нижньотурольському (пізня крейда) іспанському місці знаходження, що є одною з найдавніших згадок про рід Hystrix. Порівняльне дослідження останків з Кревільенте 2 показує присутність невеликого виду, Hystrix suevica, який мешкав у Європі від середньоарагонського до раннього турольського часу, який демонструє незаперечну морфологічну спорідненість з H. primigenia. Останній був великим Hystrix, який поширювався Європою від середнього турольського до пізнього пліоцену, досягаючи Африки наприкінці турольського періоду. Географічні закономірності поширення родини Hystricidae дозволяють пов’язати її регресію в Європі з прогресуючим кліматичним похолоданням, що почалося ≈ 2,5 млн років тому. 